# Yves Namur
Yves Namur (Namur, Bélgica, 13 de julio de 1952) es un médico  y poeta belga en lengua francesa. 

## Biografía
Graduado en medicina, Yves Namur ha compaginado el ejercicio de su profesión en la localidad de Châtelet (Bélgica) con la poesía. Con 22 años, fue galardonado con el Premio Lockem por la Real Academia de la Lengua y Literatura Francesa de Bélgica (1974), siendo además anfitrión de las ediciones de Le Taillis Pré desde 1984. Su obra Le Livre des sept portes le valió el Premio Jean-Malrieu en 1992, conociendo posteriormente en Marsella al poeta argentino Roberto Juarroz, también ganador de la misma distinción. Ese sería el punto de partida de una larga amistad literaria.
En 2000 ganó los Premios Robert-Goffin y Louise-Labé por su título Figures du très obscur. Fue premiado por este mismo trabajo por los lectores en las Jornadas Antonin-Artaud de Rodez. En 2000, en colaboración con Liliane Wouters, produjo una antología titulada Un siècle de femmes, un poemario que reúne la poesía femenina del siglo XX en Bélgica y Luxemburgo. En 2012 recibió el premio Mallarmé por La Tristesse du figuier. Desde 2001 es miembro de la Real Academia de Lengua y Literatura Francesa de Bélgica, nombrado secretario permanente el 1 de enero de 2020.

## Obras
- Soleil à l'échafaud, poemas, Virton, La Dryade, 1971.
- Sur le sable, le poignard, poemas, 1972.
- Aux champs des écoliers, ensayo, Bruxelles, Pierre Rochette, 1973.
- Meule de pierre, poemas, Lieja, Atelier la Soif étanche, 1975.
- De mémoire inférieure, poemas, Corbigny, Art et Poésie, 1975.
- Papier journal pour myope et saxophone, poemas, Chaillé-sous-les-Ormeaux, Le Dé bleu, 1975.
- Lampes/Langue du borgne, poemas, Lieja, Atelier la Soif étanche, 1976.
- Des ossements, poemas, con un prefacio de André Miguel, Lieja, Atelier la Soif étanche, 1976.
- Saint-Aubin-de-Luigné, un village en Anjou, ses vins, ses vieilles demeures, ensayo, Tournai, Académie du goût et de l'esprit culinaire, 1986.
- L'Auberge à manger le temps, poèmes gourmands, Tournai, Académie du goût et de l'esprit culinaire, 1987.
- L'Amante, relatos, L'Impatiente, La Ferté-Milon, 1990.
- Fragments traversés en quelques nuits d'arbres et confuses, poemas, La Souterraine (Creuse), La Main courante, 1990.
- Fourrures de fourmis, poemas, La Ferté-Milon, L'Impatiente, 1990.
- Ce long bavardage, poemas, Amay, L'Arbre à paroles, 1990.
- Le Voyage en amont de ( ) vide, poemas, Amay, L'Arbre à paroles, 1990 (rééd. Mons, Talus d'approche, 1995).
- L'Oiseau et l'effacement du jour, poemas, Valenciennes, Cahiers Froissart, 1990.
- Trente-trois poèmes pour une petite cuisine bleue, poemas, La Ferté-Milon, L'Arbre, 1991.
- La Parole oubliée, poemas, París, Le Charbon blanc, 1991.
- Lettres à une autre, poemas, París, La Bruyère, 1991.
- De fines bandelettes ou le domaine de l'oiseleur, poemas, París, Le Charbon blanc, 1991.
- Fragments de l'inachevée, poemas, Bruselas, Les Éperonniers, 1992.
- Le Livre des sept portes, poemas, París, Lettres vives, 1994.
- Le regard est le nom de l'arbre ou le poème, poemas, París, Les Moires, 1996.
- Poésie française de Belgique, une lecture des poètes nés après 1945, antología, Marsella, Sud, 1996.
- Le Siècle des femmes, antología con Liliane Wouters, Bruselas/Luxemburog, Les Éperonniers (colección "Passé-Présent") / Phi, 2000.
- Le Livre des apparences, poemas, París, Lettres Vives, 2001.
- La Petite Cuisine bleue, poemas, Luxemburgo/Quebec, Phi/Écrits des Forges, 2002.
- Demeures du silence, poemas, en colaboración con Jean Royer, Écrits des Forges/Phi, Québec/Esch-sur-Alzette, 2003.
- Cette part de l'encore voilé, poemas, Laon, La Porte, 2003.
- Sept pas dans la lumière, poemas, Bruselas, Éditions Aesth, 2003.
- Les Ennuagements du cœur, poemas, París, Éditions Lettres Vives, 2004.
- Dieu ou quelque chose comme ça, Lettres Vives, collection entre quatre yeux, París, 2008.
- La Tristesse du figuier, Lettres Vives, 2012.
- Les Oiseaux de décembre, Laboratoire du livre d'artiste, 2012, "compositions concrètes" par Serge Chamchinov.
- Un poème avant les commencements, coédition Le Taillis Pré/Le Noroît, Châtelineau/Montréal, 2013.
- Ce que j’ai peut-être fait, Lettres Vives, París, 2013.
- Les Lèvres et la Soif, elegías, Éditions Lettres Vives, 2016.
- Con Jacques Ancet, La pluie, Méridianes, "colección Duo", 2019.
- Dis-moi quelque chose, Éditions Arfuyen, 2021 ISBN 978-2-845-90310-4.